# Nozrina
Nozrina (cyr. Нозрина) – wieś w Serbii, w okręgu niszawskim, w gminie Aleksinac. W 2011 roku liczyła 699 mieszkańców.